# Leucania canariensis
Leucania canariensis là một loài bướm đêm trong họ Noctuidae.